# Martin Petersen (forfatter)
 Der er flere personer med dette navn, se Martin Pedersen.
Martin Petersen (født i 1950 i København) er en dansk forfatter. Han voksede op i Kongens Lyngby. Da Martin var 15 år, flyttede han og familien til Århus. Der blev han student og senere lærer, han var lærer i mange år, før han i 1998 begyndte at skrive på fuld tid.
Efter sin studentereksamen gik Petersen ind i søværnet, hvor hans far var officer, på trods af, at han egentligt er imod krig og militær. Efter 10 måneder besluttede han sig dog for at ende sin karriere som værnepligtig som militærnægter.
Revynumre og sangtekster var det første Martin skrev, siden blev det digte og senere romaner. 
Martin Petersen bruger bruger mange af sine rejser til at lave research og hente inspiration til sine bøger.[kilde mangler] Temaerne i hans bøger er bl.a. det at træffe det rigtige valg og flugt.[kilde mangler]
Ungdomsromanen "Med ilden i ryggen" (om de tyske flygtninge i Danmark 1945-49) fik Kulturministeriets børnebogspris 1999 samt et par andre priser.
Hans bog Indtoget i Kautokeino fra 2004 var nomineret til Dansk Historisk Fællesråds prisuddeling Årets historiske bog i 2004.
"Exit Sugartown" (2014) i tysk oversættelse (2016) har fået den tyske Heinrich-Wolgast-pris 2017. Ungdomsromanen handler om et liv som migrant. 